# Piet Hein (schip, 1937)
De Piet Hein is een varend monument en was het koninklijk jacht van kroonprinses en later koningin Juliana der Nederlanden. Het is vernoemd naar de 17e-eeuwse Nederlandse zeevaarder Piet Hein. De Piet Hein werd in 1937 aangeboden als nationaal geschenk aan kroonprinses Juliana en haar echtgenoot prins Bernhard van Lippe-Biesterfeld ter gelegenheid van hun huwelijk, met als wens: Dit schip zal u voeren tot het karakteristieke schoon van Nederland, dat aan het water in de eerste plaats te vinden is. Rotterdam is de huidige thuishaven van de Piet Hein. Er worden vaartochten met het schip gehouden.

## De bouw
Al voor de verloving werd een comité ingesteld met de taak geld in te zamelen voor het nationaal huwelijksgeschenk. Het moest in overleg met het paar een motorjacht worden dat geschikt moest zijn voor het bevaren van de Nederlandse binnenwateren. Formeel werd het geschenk aanvaard op 29 december 1936, door het aanbieden van een oorkonde door mr. L.J.A. Trip, president van de Nederlandsche Bank en voorzitter van het uitvoerend comité. 
Een ingestelde technische commissie stelde de afmetingen van het jacht vast en bood een voorlopig plan met de benodigde gegevens aan Ingenieursbureau voor de scheepsbouw H.W. de Voogt. Om het mogelijk te maken om de lage bruggen te kunnen passeren werd de bovenste rand van de schoorsteen afneembaar en de mast strijkbaar gemaakt. Daarvoor kon ook de stand van de davits worden aangepast. Het werd ontworpen voor het verblijf van maximaal zes personen met een bemanning van vijf personen. Het interieur werd ontworpen door ir. S. van Ravesteyn. Het werd uitgevoerd door Koninklijke Nederlandse Meubelfabriek H.P. Mutters & Zn N.V., die het meubilair leverde en ook het ontwerp voor het slaapvertrek, de badkamer en de twee gastenhutten maakte. Dat werd weer uitgevoerd door de Nederlandsche Dok en Scheepsbouw Maatschappij. De rest werd door de werf zelf gedaan. 
Er werd een schaalmodel van het ontwerp gemaakt (1:6,25) dat werd beproefd bij het Nederlandsch Scheepsbouwkundig Proefstation in Wageningen. De opdracht voor de bouw werd verstrekt aan N.V. Amsterdamsche Scheepswerf G. de Vries Lentsch jr., Amsterdam. De werf bouwde het schip in modulen, die aaneen werden geklonken nadat de zes waterdichte schotten op de kiel waren gemonteerd.
Na de tewaterlating van de helling werd op 21 augustus 1937 een begin gemaakt met de proeftochten op het IJsselmeer en de Waddenzee. Het schip werd 28 augustus 1937, liggende bij Pampus, overgedragen aan de nieuwe eigenaren. De thuishaven werd de jachthaven van de Koninklijke Nederlandsche Zeil- en Roeivereeniging in Muiden. 
In de oorlogsjaren werd het jacht gevorderd door de bezetter, naar Duitsland gevaren en daar ingezet als commandoschip voor de Duitse luchtmacht. Na de oorlog werd het zwaarbeschadigd teruggevonden in Hamburg. Van 1960 tot 1980 werd het jaarlijks onderhoud tijdens de winterperiode gepleegd op de Rijkswerf in Den Helder. 
In 1980 kwam het jacht in handen van de Stichting Piet Hein. 1985 tot 1990 kreeg het jacht een complete 'overhaal', in 1990 bij de Rotterdamsche Droogdok Maatschappij, waarbij ook het interieur onder handen werd genomen. Bij het inbouwen van de boegschroef werden ook moderne navigatiemiddelen ingebouwd. Later werd het schip voorzien van Bolidt coating, een kunststof laag over de lekkende klinknagels.
Van 2012 tot 2014 werd het jacht opnieuw gerestaureerd. Hierbij werd het grootste deel van de huidbeplating vernieuwd, waarvoor een groot deel van het interieur gedemonteerd moest worden. De werkzaamheden werden uitgevoerd door Scheepswerf Gebroeders Kooiman te Zwijndrecht.

## In dienst
Meestal werden bezoeken jaarlijks tussen het noorden en het zuiden van het land afgewisseld. Er werd met een civiele bemanning gevaren, maar in het midden van de jaren 60 werd dat overgenomen door de Koninklijke Marine. Tot de Tweede Wereldoorlog werd er intensief van het schip gebruik gemaakt. In de oorlog werd de boot vanuit Amsterdam door Duitse militairen naar Noord-Duitsland gevaren. Van augustus 1940 tot 17 mei 1945 is het in gebruik geweest als commandoschip van de luftwaffe. In die periode was het schip uitgerust met geschut. 
Na de oorlog werd het in min of meer redelijke staat teruggevonden in Hamburg.

## Enkele reizen met de familie
- Eind juli, begin augustus 1947 werd het schip weer gebruikt door de koninklijke familie voor een bezoek aan Friesland.
- 2 juni 1948 bij het arriveren voor Hoek van Holland van Hr.Ms. Karel Doorman
- 21 mei 1952 bij het openen van het Amsterdam-Rijnkanaal
- 10 juli 1952 in Finland voor de Olympische Zomerspelen
- Van 3 tot 8 februari 1953 fungeerde het jacht als evacuatieschip bij de watersnoodramp
- in 1958 en ook in andere jaren werd het schip op een koopvaardijschip van Nedlloyd gezet en overgevaren naar Marseille of Genua met bestemming Porto Ercole. Het liep daarbij veel deuken en andere schade op.
- 22 mei 1965 viering van het 75-jarig bestaan van de Koninklijk Nederlands Watersport Verbond op de Westeinderplassen
- 1978 vlootschouw op de Nieuwe Maas bij "Rotterdam Maritiem"
- In 1979 stonden Juliana en Bernhard de Piet Hein af voor een museale bestemming. Daartoe werd een stichting in het leven geroepen, de Stichting tot exploitatie van de Piet Hein, kortweg Stichting Piet Hein. In 1980 kreeg het schip een laatste grote onderhoudsbeurt in Den Helder, waarna het werd overgevaren naar de haven van Rotterdam. Op 17 december van dat jaar ging het (inmiddels wederom prinselijk) paar voor de laatste keer aan boord, voor een korte vaartocht naar de Coolhaven.

## Enkele reizen na de overdracht
- In 1985 kreeg eerdergenoemde stichting het schip in bruikleen, ten behoeve van het Zeekadetkorps Nederland
- 30 april 1987 admiraalschip in Vlaardingen voor de vlootschouw
- 11 september 1987 een vlootschouw in Kampen
- oktober 1988 naar de Veerhaven in Rotterdam, de Koninklijke Roei- en Zeilvereeniging De Maas, op verzoek van Juliana
- 14 oktober 1994 rondvaart door de havens met nieuwe wereldkampioen boksen Regilio Tuur
- 1998 Schip van het jaar bij de Sneekweek